# Мемориальный комплекс (Асыма)
«Мемориальный комплекс воинам, погибшим в годы Великой Отечественной войны (1941—1945 гг.)» — мемориальный памятник, посвящённый памяти воинов, погибших в годы Великой Отечественной войны в селе Асыма, Кировского наслега, Горного улуса, Республики Саха (Якутия). Памятник истории и культуры местного значения.

## Общая информация
После завершения Великой Отечественной войны в городах и сёлах республики Якутия стали активно возводить первые памятники и мемориалы, посвящённые павшим воинам. Мемориальный комплекс в селе Асыма Кировского наслега Горного улуса возвели по проекту скульптора В. В. Бочкарева, архитектора В. И. Местникова и художника Михайлова С. А. силами жителей наслега в 1983 году в центральной части села.

## История
По архивным сведениям и документам, в годы Великой Отечественной войны из села Асыма Кировского наслега было призвано 143 человек. Из них погибли и пропали без вести в боях 84 человек, с Победой возвратились 59 участников войны. Многие были награждены орденами и медалями.

## Описание памятника
Мемориальный комплекс состоит из трёх объектов: пилона, скульптуры матери и стелы. Прямоугольные пилоны сверху украшены пальмой и щитом. Высота пилонов — 5,5 метра. По середине на лицевом фасаде расположены барельефы с изображением цветков, звезды, знамени, серпа и молота. Барельефы и пальма со щитом выкрашены в серый цвет, а пилоны — в коричневый. Размещённые на бетонном основании пилоны обустроены внутренней оградой из бетона с одним входом. На внутренней стороне ограды закреплена 21 мемориальная табличка из дюралюминия. На табличках нанесены имена воинов, павших на полях сражений Великой Отечественной войны: из Атамайского наслега — 59 человек, из Кировского наслега — 76 человек, из Октябрьского наслега — 33 человека. Ограда по кругу отсыпана землей, служащей искусственным холмом. Памятник выполнен из розовато-коричневого железобетона.
С левой стороны от пилона расположена стела с барельефами в виде трёх стерхов и цифрами «1941—1945». Стела выкрашена в розовато-коричневый цвет, стерхи — в серый. С правой стороны от пилонов размещена скульптура скорбящей матери — женщины, которая ждёт возвращения с войны сына. Высота скульптуры 3,1 метра.
В соответствии с приказом Министерства культуры и духовного развития Республики Саха (Якутия) «О включении выявленного объекта культурного наследия „Мемориальный комплекс воинам, погибшим в годы Великой Отечественной войны (1941—1945 гг.)“, расположенного по адресу Республика Саха (Якутия), Горный улус (район), Кировский наслег, с. Асыма, ул. Новая, 26,», памятник внесён в реестр объектов культурного наследия народов Российской Федерации и охраняется государством.